# Eumorpha capronnieri
Espèce
Eumorpha capronnieri est une espèce d'insectes lépidoptères de la famille des Sphingidae, sous-famille des Macroglossinae, de la tribu des Philampelini et du genre Eumorpha.

## Description
L'envergure varie de 102 à 106 mm. L'espèce est similaire à Eumorpha phorbas, mais peut être distinguée par le motif de dessus des zones vertes et brunes marbrées. De plus, le dessous des ailes et du corps est moins jaune, surtout chez la femelle.

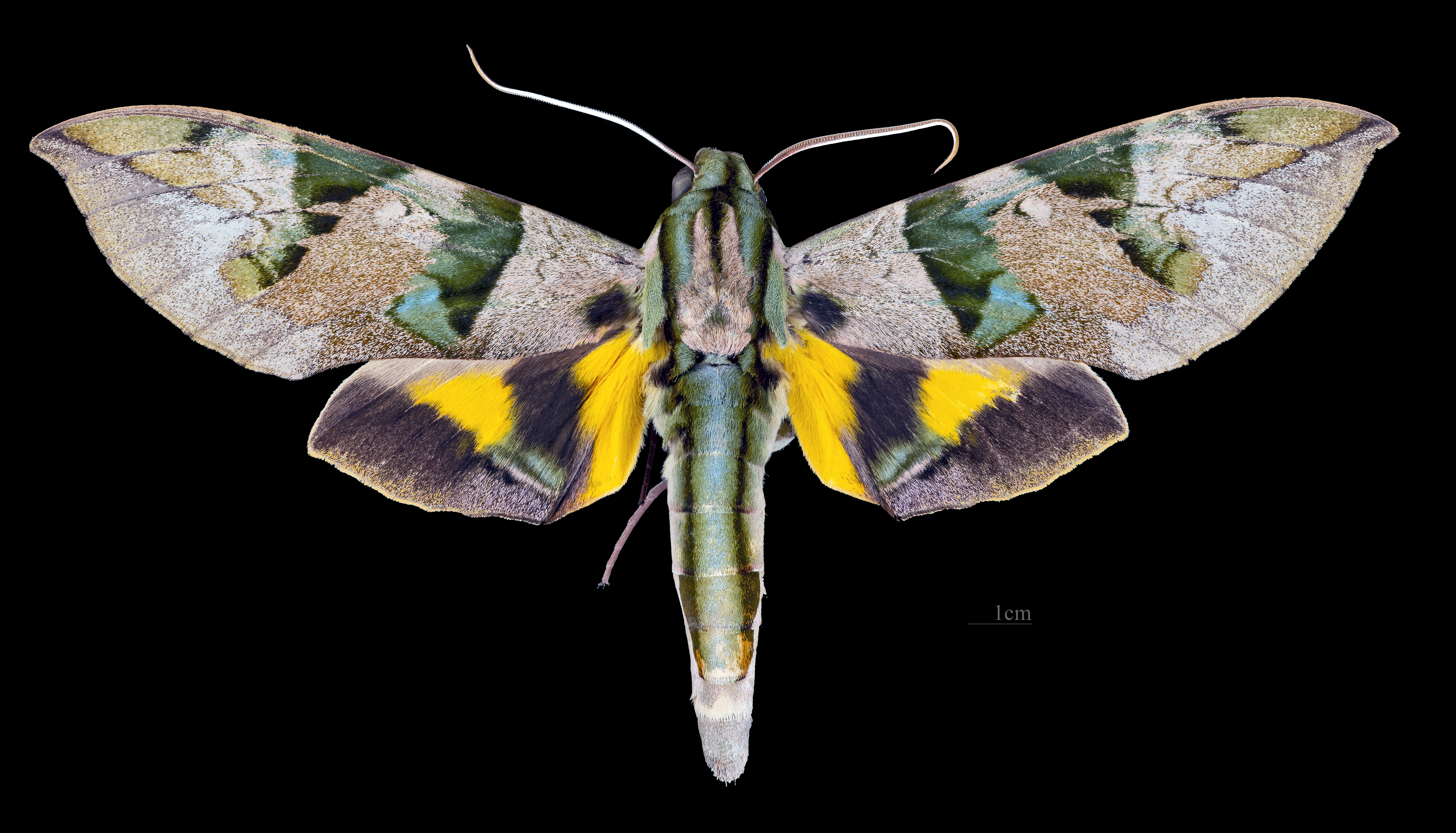
Apers du mâle (coll.MHNT)
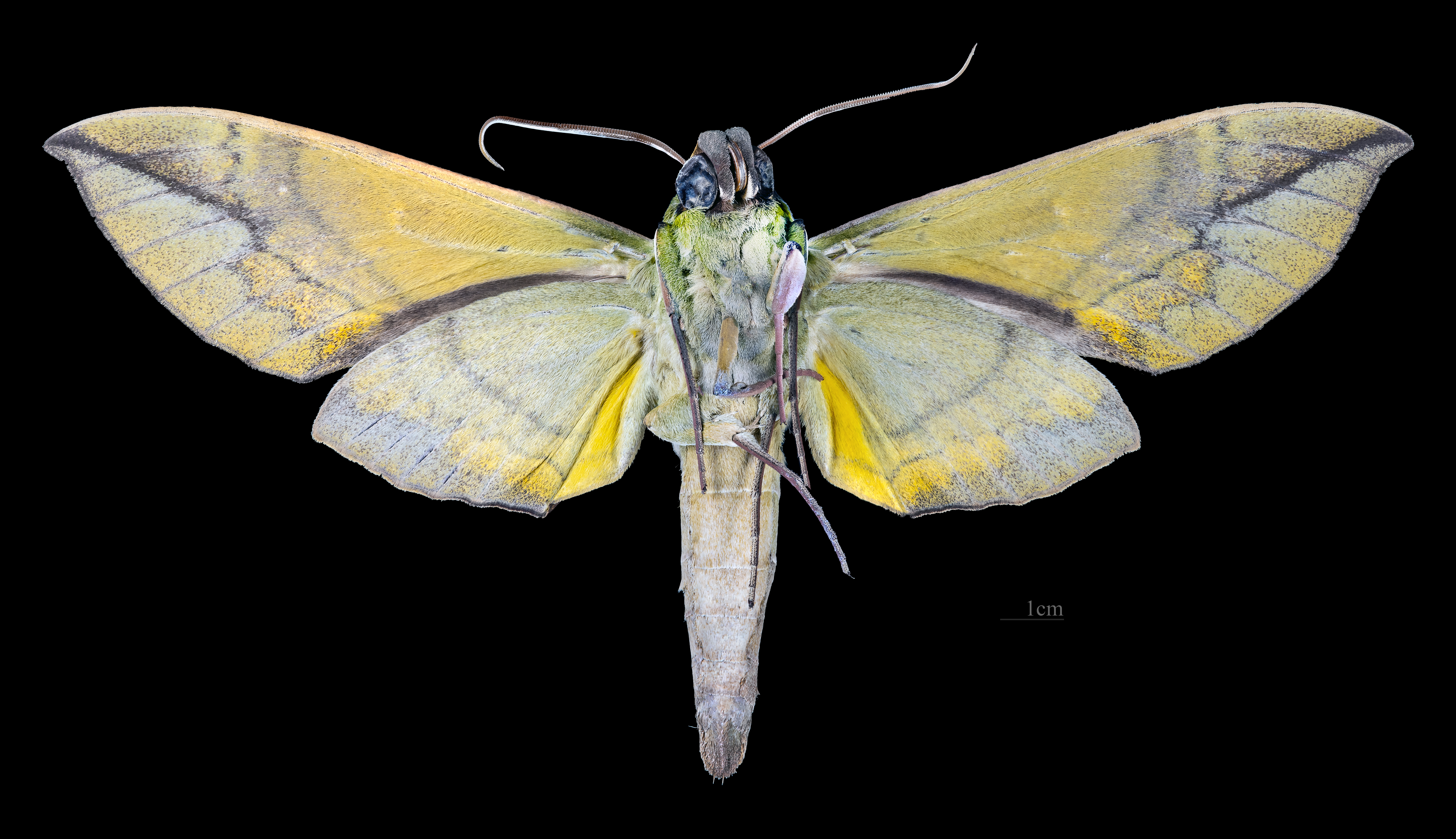
Revers du mâle (coll.MHNT)
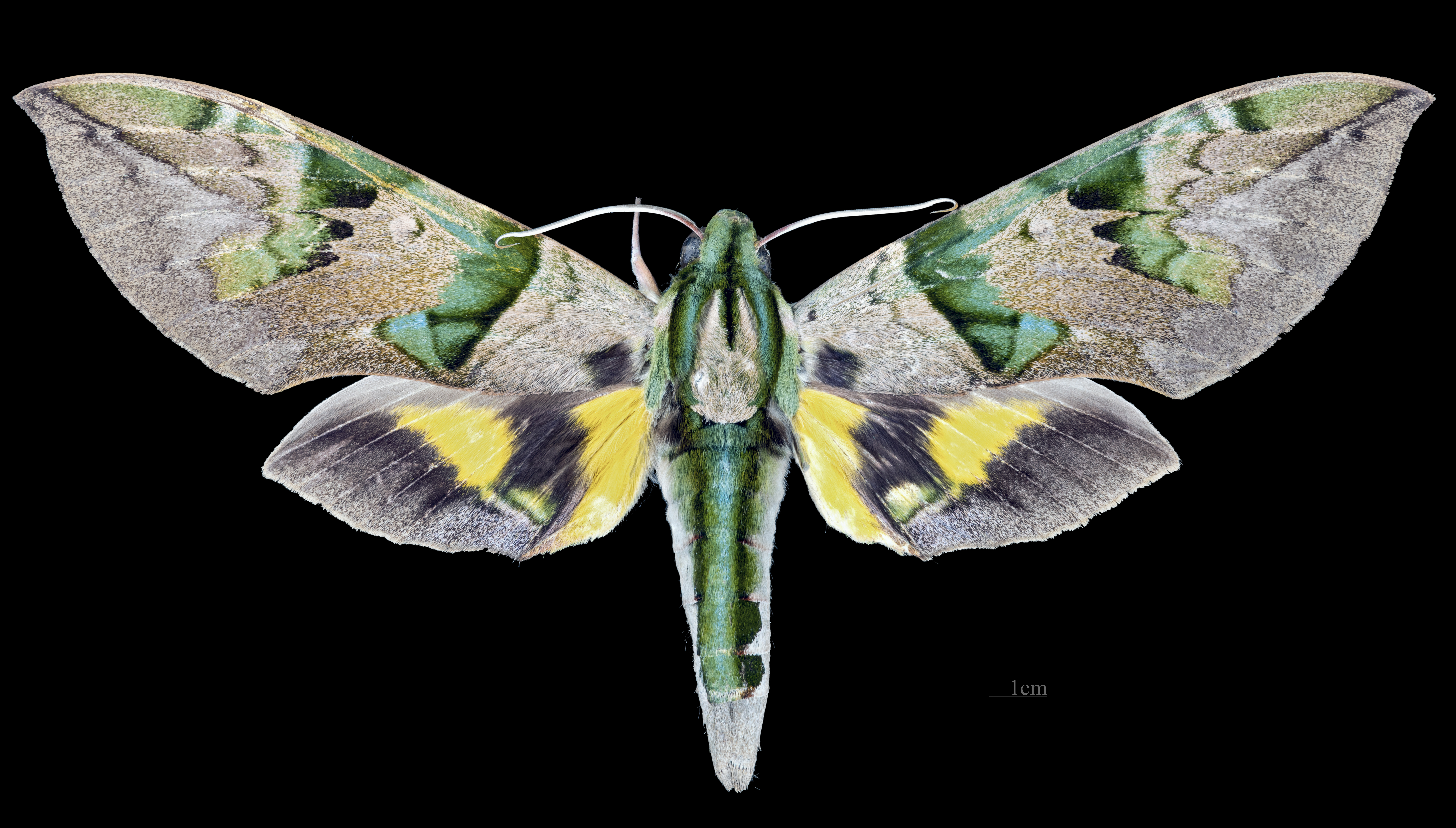
Apers de la femelle (coll.MHNT)
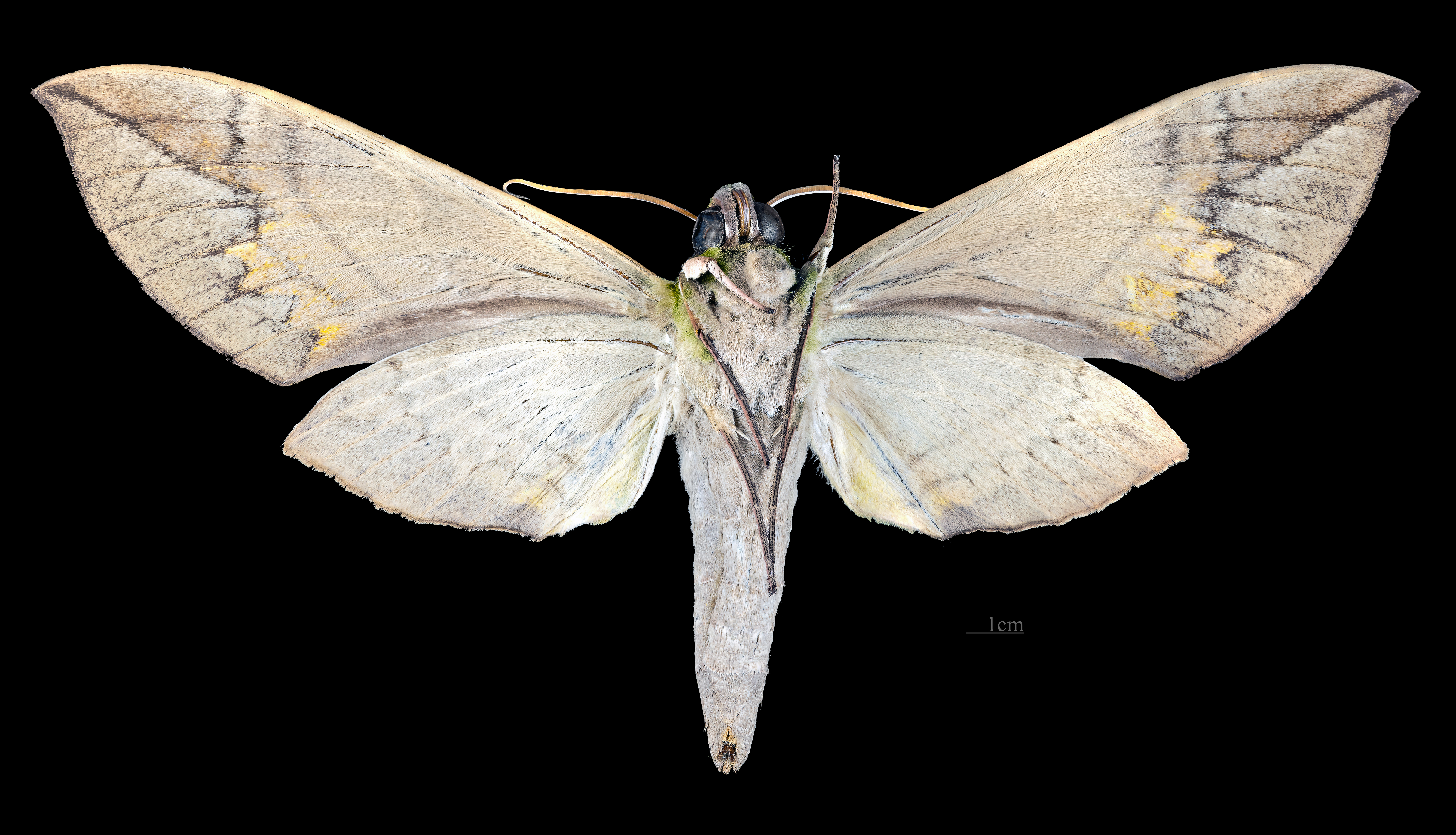
Revers de la femelle (coll.MHNT)

## Distribution
L'espèce est connue  en Guyane française jusqu'au sud du Nicaragua, au Costa Rica et probablement au Panama. Au sud, elle se trouve jusqu'en Bolivie et au nord de l'Argentine.

## Biologie
Les adultes sont actifs toute l'année, sauf les mois les plus froids. Ils se nourrissent du nectar de diverses fleurs.
Les chenilles se nourrissent des espèces des familles Vitaceae, Apocynaceae ou Onagraceae.

## Systématique
L'espèce Eumorpha capronnieri a été décrite par le naturaliste français Jean-Baptiste Alphonse Dechauffour de Boisduval en 1875 sous le nom initial de Philampelus capronnieri.
La localité type est l'Oyapock.

### Synonymie
- Philampelus capronnieri  Boisduval, 1875 Protonyme